# Олив Бранч (Илиноис)
Олив Бранч (енгл. Olive Branch) насељено је место без административног статуса у америчкој савезној држави Илиноис.

## Демографија
По попису из 2010. године број становника је 864.
| Група             | 2000.    | 2010.       |
| Белци             | 0 (0,0%) | 821 (95,0%) |
| Афроамериканци    | 0 (0,0%) | 23 (2,7%)   |
| Азијати           | 0 (0,0%) | 0 (0,0%)    |
| Хиспаноамериканци | 0 (0,0%) | 9 (1,0%)    |
| Укупно            | 0        | 864         |